# Chilina portillensis
Chilina portillensis is een slakkensoort uit de familie van de Chilinidae. De wetenschappelijke naam van de soort is voor het eerst geldig gepubliceerd in 1880 door Hidalgo.